# La Luette
La Luette är en bergstopp i Schweiz.   Den ligger i distriktet Entremont och kantonen Valais, i den södra delen av landet, 100 km söder om huvudstaden Bern. Toppen på La Luette är 3 548 meter över havet, eller 187 meter över den omgivande terrängen. Bredden vid basen är 1,1 km.
Terrängen runt La Luette är bergig åt nordväst, men åt sydost är den kuperad. Närmaste större samhälle är Bagnes, 15,5 km nordväst om La Luette. 
Trakten runt La Luette är permanent täckt av is och snö. Runt La Luette är det ganska glesbefolkat, med 23 invånare per kvadratkilometer.